# Nicolae Caranfil
Nicolae Caranfil (n. 28 noiembrie 1893, Galați, România – d. 22 aprilie 1978, New York City, New York, SUA) a fost un inginer român, organizatorul rețelei moderne de electricitate și gaze și a salbei de lacuri din București, membru corespondent (din 1940) al Academiei Române, și un scrimer olimpic.
S-a nascut la Galati, oras in care tatal sau George Caranfil lucra ca inginer. Mama lui se ocupa de gospodărie și instruirea celor trei copii ai familiei. Nicolae avea un frate mai mare George care a devenit diplomat de carieră și o soră, Sofia, care s-a căsătorit cu un diplomat.
A fost căsătorit cu Eufrosina Caranfil și a avut un fiu Andrei (Andrew) Caranfil.
Studiile preuniversitare le-a urmat la Liceul "Vasile Alecsandri" din orașul natal, pe care l-a absolvit în 1911. Din copilărie dorea să urmeze cariera tatălui și era decis să devină inginer. Studiile superioare le-a început la Școala Națională de Poduri și șosele din București, de la care a plecat la École de Génie Civil a Universității din Grand (Belgia), unde a obținut titlul de inginer civil. Pentru perfecționare, după obiceiul din epocă, a urmat cursuri postuniversitare la Cambridge (Anglia) și a vizitat pentru informare unele obiective industriale din SUA.
Pregătirea deosebită de care a avut parte i-a permis ulterior să rezolve probleme foarte diferite din domeniul energiei, hidrotehnicii, comunicațiilor și transporturilor.
În 1916 a fost mobilizat ca sublocotenent într-o unitate de artilerie. După un timp a fost transferat la biroul tehnic al Comisiei Militare de Aprovizionare cu Armament din Franța, Anglia și Italia, curând devenind șeful acestui departament.
Tatăl său a realizat o invenție și pentru valorificarea acesteia, după război, Nicolae a lucrat la Paris împreună cu tatăl.
Întors în țară, a fost atras de inițiativa inginerului Dimitrie Leonida privind electrificarea țării, care a înființat în acest scop societatea "Electrica", la care Nicolae Caranfil a fost director între anii 1922-1929, când a pus bazele industriei de mașini electrice la Cluj și Timișoara.
Capitala României Mari, orașul București, după războiul de reîntregire a evoluat rapid ca populație, construcții de clădiri și lungimea străzilor. Populatia Capitalei era la începutul secolului XX de 250.000 locuitori. În anul 1930 populația a ajuns la 700.000 locuitori, orașul era lipsit de dotări urbanistice și edilitare, apa potabilă se scotea din fântâni insalubre, locuințele se luminau cu petrol lampant, încălzirea se făcea cu lemne și cărbuni, străzile erau luminate cu "gaz aerian", transportul urban se făcea cu tramvaiul tras de cai, străzile erau desfundate de ploi, deșeurile menajere se transportau cu căruțe. În nordul orașului erau o serie de lacuri sălbatice cu păpuriș și țânțari, focare de infecție. Edilii orașului doreau modernizarea, pentru ca populația să dispună de dotările necesare unei vieți sănătoase, mijloace de transport, iluminat public s.a. demne de o capitală europeană. În acest sens, pe lângă Municipiul București au fost înființate Societatea Generală de Gaz și Electricitate București (SGGE) și Uzinele Comunale București (UCB) care se ocupau cu exploatarea surselor de apă și de canalizare.
La ambele societăți, inginerul Nicolae Caranfil a fost numit director general și a reușit ca acestea să realizeze dorințele populației și municipalității. În 1930, când Nicolae Caranfil a devenit director general la SGGE, jumătate din străzile Bucureștiului nu erau luminate noaptea, iar la cele care dispuneau de iluminat nocturn se folosea un produs petrolier.
În timp de zece ani, ing. N. Caranfil a extins rețeaua de iluminat electric stradal pe o lungime de 285 km, facilitând și racordarea locuințelor la rețeaua de distribuție electrică. Pentru a stimula populația să utilizeze energia electrică în locuințe, a înființat organizația "Totelectric" și societatea comercială "Electrogaz", care vindea aparate electrice de uz casnic. În aceeași idee a introdus tarife diferențiate pentru iluminat și pentru utilizarea aparaturii electrocasnice care erau mai ieftine.
Marile fabrici aveau centrale proprii pentru producerea energiei electrice, nerentabile și neraționale. N. Caranfil a negociat furnizarea energiei electrice către industrie prin rețeaua SGGE, reușind să îl convingă chiar pe N. Malaxa. Pentru aprovizionarea cu electricitate a uzinelor Malaxa, a construit stația electrică Titan. Prin cele două centrale care alimentau Capitala cu electricitate - Filaret și Grozăvești - orașul se situa în acest sens la nivel mondial.
O dată cu preluarea conducerii SGGE, Nicolae Caranfil a început să acționeze pentru alimentarea Capitalei cu gaze naturale, care să fie folosite la consumul menajer și industrial, acțiune continuată după 1940, când aprovizionarea cu gaze se făcea din zăcămintele existente în Transilvania.
O atenție deosebită în cadrul preocupărilor lui N. Caranfil a fost aprovizionarea cu apă a populației și pentru a asigura un consum de 250 litri/zi locuitor, față de 160 l/zi în 1930. Sursa principală de apă era râul Dâmbovița, a cărui apă era captată și filtrată la Arcuda, localitate situată la 15 km de București. Această sursă era completată cu ape subterane de la Ulmi, Slobozia, Clinceni și Bragadiru. Ing. N. Caranfil a identificat și pus în funcțiune ca sursă de aprovizionare a Capitalei Argeșul, ale cărui ape de suprafață erau transformate în ape potabile într-o uzină instalată în comuna Roșu. S-a prevăzut, pentru ca în cazul avariilor să nu se întrerupă aprovizionarea cu apă, o rețea de puțuri adânci de 160-230 m, amplasate pe teritoriul orașului.
Printre realizările sale se pot cita regularizarea râului Dâmbovița și modernizarea salubrității orașului, realizată prin UCB, care a introdus cutiile metalice cu capac pentru strângerea resturilor menajere și transportul cu autocamioane de construcție specială.
Sistematizarea bălților din jurul Capitalei, proiectată de N. Caranfil, a fost ratificată de Consiliul General al Municipiului București în ședința din 21 octombrie 1932. Astfel au fost sistematizate lacurile Băneasa, Herăstrău, Floreasca-Tei, Fundeni, Pantelimon și Cernica, pe o suprafață de 1330 ha, având o capacitate de 29 milioane m.c. de apă.
În realizările sale și-a găsit susținători în cadrul colegilor de la AGIR, al cărei membru marcant era și unde și-a publicat numeroasele articole în buletinele asociației. Dintre lucrările sale publicate menționăm: Energia electrică menajeră (1938); Amenajarea hidraulică a regiunii București, de la munți la Dunăre (1940); O politică a orașelor (1940) ș.a.
A încetat din viață la 22 aprilie 1978 la New York.
A fost membru al Societății Inginerilor Civili din Franța, al Consiliului Uniunii Internaționale a Procuratorilor de Energie Electrică și a fost ales membru corespondent al Academiei Române în 1940.

## Studii
Nicolae Caranfil a urmat studiile preuniversitare la liceul „Vasile Alecsandri” din Galați pe care l-a absolvit în 1911. Apoi s-a înscris la Școala Națională de Poduri și Șosele din București, de la care a plecat la „Ecole de Génie Civil” a Universității din Gent, Belgia, unde a obținut titlul de inginer constructor. În continuare a urmat cursuri postuniversitare la Universitatea din Cambridge Regatul Unit după care a făcut o călătorie de studii în Statele Unite.
A practicat scrimă la Cercul Militar București. A fost campion a României de șase ori la spadă și de trei ori la sabie. A reprezentat România la Jocurile Olimpice de vară din 1928 la proba de floretă pe echipe, unde lotul a fost eliminat în al doilea tur. În perioadă 1934-1937 a fost președinte al Comisiei de scrimă, acum Federația Română de Scrimă.

## Opera

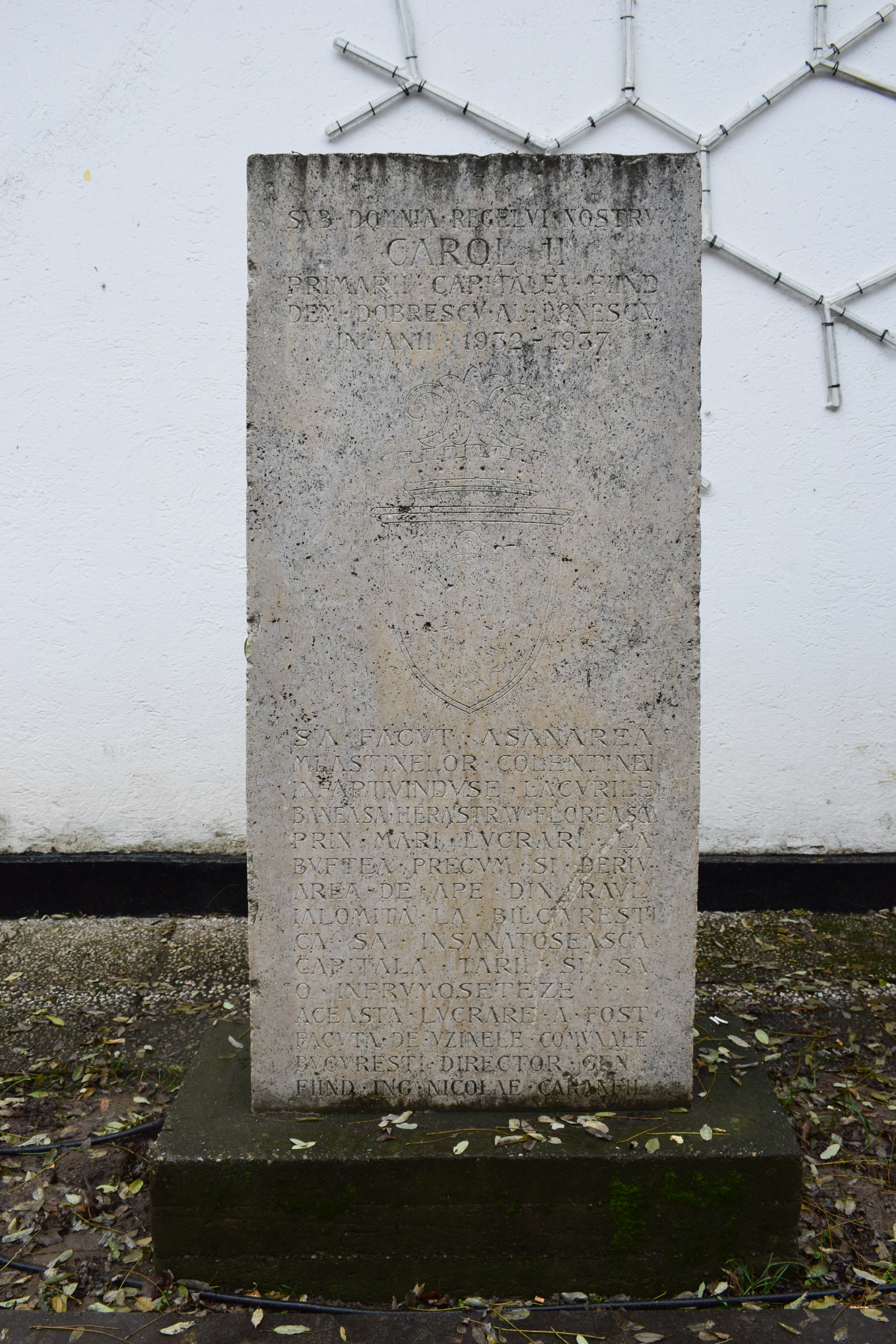
Placa memorială de la Muzeul Satului, care amintește de crearea Parcului Herăstrău, sub domnia MS Regelui Carol al II-lea.

La intrarea în Muzeul Satului din București, o placă memorială amintește de marile lucrări hidrotehnice care s-au făcut, sub domnia Majestății Sale Regelui Carol al II-lea al României,  pentru crearea Parcului Herăstrău și a întregii zone verzi din nordul Capitalei, în anii 1932-1937, sub conducerea inginerului Nicolae Caranfil. Textul spune: „Sub domnia Regelui nostru Carol II, Primarii Capitalei fiind Dem Dobrescu, Al. Donescu, în anii 1932-1937 s’a făcut asanarea mlaștinelor Colentinei, înfăptuindu-se lacurile Băneasa, Herăstrău, Floreasca, prin mari lucrări la Buftea, precum și derivarea de ape din râul Ialomița la Bilciurești, ca să însănătoșească Capitala Țării și să o înfrumosețeze. Această lucrare a fost făcută de Uzinele Comunale București, Director Gen. fiind ing. Nicolae Caranfil.”